# Bellini (gruppo musicale italo-statunitense)
I Bellini sono un supergruppo italiano fondato a Catania composto da membri della band italiana Uzeda e statunitensi dei Girls Against Boys e dei Soulside. Il loro nome è un tributo al compositore italiano Vincenzo Bellini.

## Storia
I Bellini nacquero nel 2001, dopo lo scioglimento temporaneo dei Don Caballero di Damon Che, che per questo nuovo progetto chiamò Agostino Tilotta degli Uzeda. Fu poi la moglie di Tilotta, Giovanna Cacciola che coinvolse Matthew Taylor dei Girls Against Boys al basso. Steve Albini produsse il loro album di debutto dal titolo Snowing Sun, realizzato nel 2002. Che però abbandonò il gruppo durante il successivo tour americano, per essere rimpiazzato da Alexis Fleisig dei Soulside.
Nel 2005 i Bellini registrarono il loro secondo album dal titolo Small Stones seguito poi da The Precious Prize of Gravity del 2009, entrambi con la produzione artistica di Steve Albini.
Nel mese di settembre 2018 esce il nuovo lavoro dal titolo "before the day has gone".

## Formazione
- Giovanna Cacciola - voce
- Alexis Fleisig - batteria
- Matthew Taylor - basso
- Agostino Tilotta - chitarra
- Damon Che - batteria (2001-2002)

## Discografia

### Album
- 2002 – Snowing Sun, CD, Monitor Records MON011, USA
- 2005 – Small Stones, CD, Temporary Residence Limited TRR87, USA
- 2009 – The Precious Prize of Gravity, CD, Temporary Residence Limited TRR155, USA
- 2018 – Before the Day Has Gone, CD, Temporary Residence Limited, USA

### Singoli ed EP
- 2004 – The Buffalo Song/Never Again, CD, Radio Is Down RID-004, USA